# المدرسة الجقمقية (دمشق)
المدرسة الجَقْمَقِيَّة إحدى مدارس مدينة دمشق القديمة، تقع مواجهة للمدخل الشمالي للجامع الأموي، بناها حاكم دمشق سيف الدين جقمق الأرغنشاوي (ت 824هـ/ 1421م).

## البناء والتأسيس
أنشئت على أساسات مدرسةٍ أقدم لليتامى، وهي مكتب الناصر حسن، الذي أنشئ عام 762/ 1361، وأكمل وتحول إلى خانقاه عام 769/ 1367. استعملت العناصر الزخرفية للمبنى الأقدم الذي دمر خلال هجوم تيمورلنك على دمشق عام 803/ 1401. وسّع جقمق المبنى السابق باتجاه الجنوب عن طريق بناء تربة وأعاد المكتب الخاص بالأيتام، كما أضاف نوافذ إلى الواجهة الشمالية. مخطط المدرسة مستطيل أبعاده 20×17.5م، له قاعة ذات جناحين وفسحة سماوية مغطاة. وتعد المدرسة، شأنها في ذلك شأن جامع التوريزي في دمشق الذي بني عام 3-826/ 20-1423، وتربة الأشرف بارسباي في القاهرة التي اكتمل بناؤها عام 828/ 14255، نموذجاً للمسجد ذي الفسحة السماوية المغطاة مقارنة بالطراز ذي الرواق الذي تبع طراز الجامع الأموي في دمشق. درجت الفسحة السماوية في المدارس المملوكية في سوريا. وخلال الفترة المملوكية، تبنت المدن الكبرى كحلب ودمشق أساليب العمارة الرومانية التي تطورت في القاهرة على الرغم من أن كل مدينة قد تبنتها بطريقة مختلفة، وطورتها إلى طراز خاص بها.
جدران المدرسة الخارجية مبنية بالمداميك البيضاء والسوداء المتناوبة، وهي تقنية تزيينية معروفة بالأبلق، وإحدى خواص العمارة الدمشقية. وتضم الواجهة كوة عالية مبنية بالحجارة المتقنة القطع، وهي استثنائية، وتمثل مثالاً مبكراً ينتمي إلى مرحلة البناء الأولى عام 762/ 1361، وقد طورت هذه الخاصية بمهارة، وطبقت على العديد من أبنية حلب ولاسيما منذ بداية القرن التاسع/ الخامس عشر، كجامع أترش على سبيل المثال.
يزين الواجهة الشرقية كوة مقرنصة من الحجارة الملونة حيث دفن مؤسس المبنى، سيف الدين جقمق الأرغونشاوي، المتوفى عام 824/ 1421. وقد رُمم المبنى على إثر الضرر الذي أصابه بتأثير القصف في أربعينيات القرن العشرين، ويضم المبنى اليوم متحف الخط العربي.